# Erisma floribundum
Erisma floribundum är en tvåhjärtbladig växtart som beskrevs av Edward Rudge. Erisma floribundum ingår i släktet Erisma och familjen Vochysiaceae. Utöver nominatformen finns också underarten E. f. tomentosum.